# Młynik (Ostrów Wielkopolski, Gran Polonia)
Młynik es un pueblo en el municipio de Sośnie, comprendido en el distrito de Ostrów Wielkopolski, voivodato de Gran Polonia, en el centro oeste de Polonia. Se encuentra aproximadamente a 6 kilómetros al norte de Sośnie, a 17 kilómetros al sureste de Ostrów Wielkopolski, y a 109 kilómetros al sureste de la capital regional Poznań.